# Jesús Tusón
Jesús Tusón Valls (Valencia, 1939-Barcelona, 5 de agosto de 2017) fue un lingüista y catedrático español.

## Biografía
Catedrático de Lingüística de la Universidad de Barcelona, fue miembro fundador de su departamento de Lingüística, el primero que se constituyó en el sistema universitario español.
Estudioso del Tékhne Grammatiké, obra atribuida al gramático griego Dionisio de Tracia, para Jesús Tusón, los gramáticos posteriores, tradicionalistas, renacentistas y académicos del siglo XVIII, no superaron el esquema de la gramática de Dionisio sino que lo empeoraron al basar sus definiciones en una mezcla de criterios incoherentes entre sí.
Tusón fue profesor universitario durante cuatro décadas y se jubiló en 2009, a los 70 años de edad. Falleció en Barcelona el 5 de agosto de 2017.

## Libros
- Lingüística: una introducción al estudio del lenguaje (1984)
- Los prejuicios lingüísticos
- El luxe del llenguatge (1986)
- Mal de llengües (1988)
- L’escriptura (1996)
- Històries naturals de la paraula (1998)
- ¿Com és que ens entenem? (1999)
- Una imatge no val més que mil paraules (2001)
- Patrimoni Natural (2004)
- Això és (i no és) Allò (2008)
- Paraules en la corda fluixa (Tria llibres, 2009).